# Cine Doré
El cine Doré se encuentra en Madrid (España), en la calle Santa Isabel, número 3. Fue construido por iniciativa del empresario de origen catalán Arturo Carballo e inaugurado en diciembre de 1912, aunque la fachada actual data de 1923 (proyecto de 1922 del arquitecto Críspulo Moro Cabeza). Fue reformado por Manuel López-Mora Villegas en 1925.

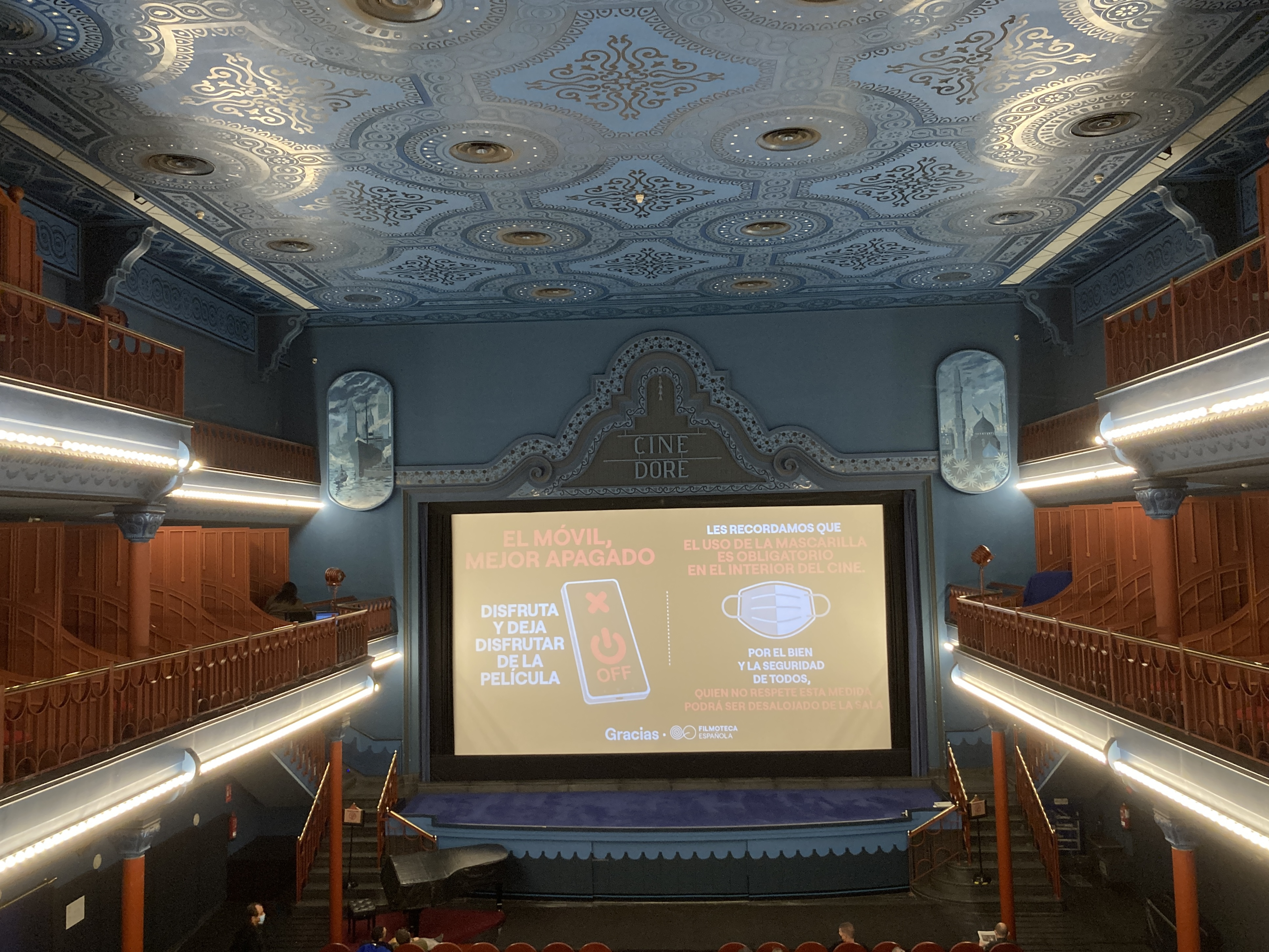
Interior del Cine Doré

Durante medio siglo logró resistir la apertura de nuevos y modernos cinematógrafos y la decadencia socioeconómica de la zona de Antón Martín. Transformado en sala de reestreno, acabó recibiendo el popular apelativo de palacio de las pipas. Cuando se temía por su supervivencia, el Ministerio de Cultura acudió al rescate, proyectando recuperarlo para sus actividades. 
Desde 1989 es la sala de exhibiciones de la Filmoteca Española, donde se llevan a cabo sus sesiones públicas. Una cuidadosa reforma permitió recuperar la bella fachada y la sala principal. Además se abrió otra sala de proyección en el sótano y se pueden realizar exhibiciones en la terraza. En el vestíbulo del complejo se abre una cafetería y una librería especializada en temas cinematográficos.

## Origen del nombre

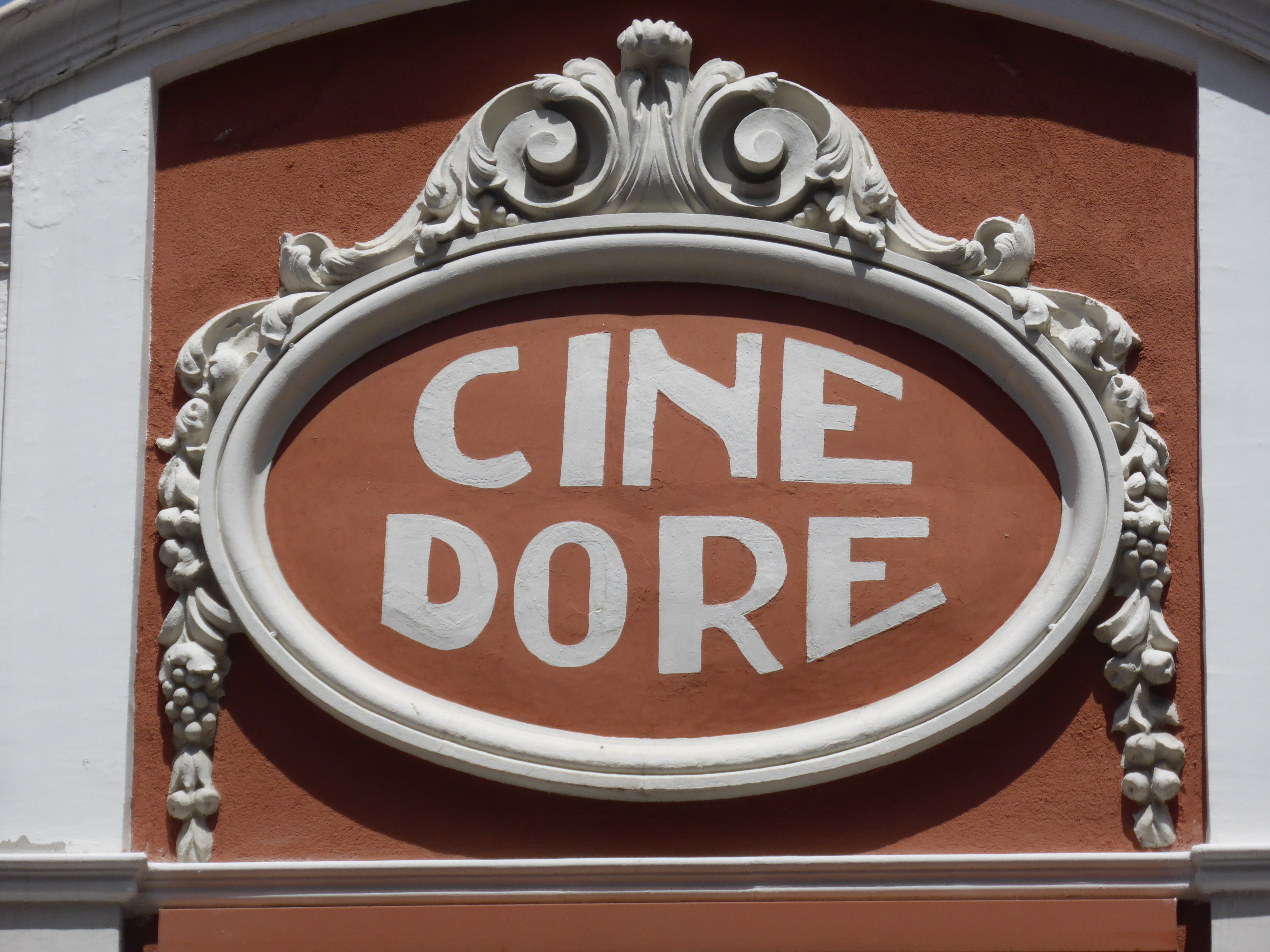
Detalle con el nombre del cine.

Existen tres versiones sobre el motivo de la elección del nombre Doré: 
- La versión más creíble es que el nombre inicial del cine lo tomó su fundador, el empresario Arturo Carballo, inspirándose en el "Gran Salón Cine Doré" que existía en la Rambla de Cataluña entre los años 1908 y 1922, con espectacular fachada modernista.[2]

- Algunos autores hacen referencia a que el nombre es un homenaje al artista francés, grabador e ilustrador Gustave Doré.

- También podría ser una referencia a las dos primeras notas musicales "Do-Re". Esta posibilidad fue defendida por Fernando Sanchez Dragó y José Luis Garci en el programa de radio Cowboys de Medianoche, de Esradio. También existe una fotografía de 1964 en la exposición "Madrid al paso",[3] en la que las dos sílabas del nombre están separadas por un guion DO-RE, lo que justificaría las pronunciación apuntada por Dragó.